# Lino Repetto
Lino Repetto (Génova, 1931 - 2006) entrenador y jugador italiano de waterpolo.

## Biografía
Empezó a jugar con los equipos Sampierdarenese y el Mameli. Continuó jugando en el Recco y el Pegli. Con su llegada al Andrea Doria empezó como entrenador. Fue el técnico de dos campeones: Alberani y Zecchin.
A finales de la década de 1960, Lino hace las maletas y se marcha a dirigir la selección de Grecia. Fue el primer entrenador italiano en entrenar una selección extranjera, la Griega. Estará con esta selección hasta el 1974, cuando vuelve a Italia para entrenar al Sori. Dirigirá a varios equipos más: el Civitavecchia, el Ethnikós Piraeus, el Mameli, el Montjuïc, el Anzio y el Vouliagmeni.
En 1994 publica el libro Pallanuoto – storia e tecnica donde describe algunas experiencias vividas durante su carrera.

## Clubes
- Sampierdarenese ( Italia)
- Mameli ( Italia)
- Pro Recco ( Italia)
- Pegli ( Italia)
- Andrea Doria ( Italia)
- Nervi ( Italia)
- Civitavecchia ( Italia)
- Ethnikós Piraeus ( Grecia)
- Montjuïc ( España)
- A.S. Anzio ( Italia)
- Vouliagmeni ( Grecia)